# Дэвис, Омолин
Омолин Офилия Дэвис (англ. Omolyn Ophilia Davis; 9 августа 1987, Кингстон) — ямайская футболистка, центральная защитница и полузащитница. Выступала за сборную Ямайки.

## Биография
C 2007 года играла на взрослом и студенческом уровне в США. На студенческом уровне два сезона выступала за команду Университета Джорджа Мейсона. В 2010 году забила 10 голов, отдала 9 голевых передач и по итогам сезона была включена в состав символической сборной студенческой лиги США.
На клубном уровне играла за «Индиану» и «Вашингтон Фридом Фьючерс» в любительской W-лиге. В 2011 году перешла в главную команду «Вашингтона», выступавшую в лиге WPS и переименованную в ходе сезона в «Мэджик Джек». Однако по окончании сезона лига была расформирована.
В начале 2012 года перешла в российский клуб «Энергия» (Воронеж). Сыграла за основной состав два матча — 8 апреля 2012 года в высшей лиге против «Измайлово» и 18 апреля в 1/4 финала Кубка России против «Кубаночки». Ещё до конца сезона, в начале мая 2012 года покинула команду, «Энергия» в итоге стала бронзовым призёром чемпионата. В 2017 году вместе с рядом других футболисток выступала с критикой тренерского стиля наставника «Энергии» Ивана Саенко.
Вторую половину сезона 2012 года провела в клубе «Уэстерн Нью-Йорк Флэш» из лиги WPSL. В 2013 году выступала в чемпионате Казахстана за алматинский «СШВСМ-Кайрат», забила 10 голов в 11 матчах и стала вице-чемпионкой страны.
Выступала за сборную Ямайки с середины 2000-х годов. В 2006 году забила 5 голов в отборочном турнире Золотого кубка КОНКАКАФ. В 2014 году забила 3 гола в матчах Карибского кубка, где стала финалисткой, а также принимала участие в финальном турнире Золотого кубка КОНКАКАФ.